# Wspólnota administracyjna Aurachtal
Wspólnota administracyjna Aurachtal – wspólnota administracyjna (niem. Verwaltungsgemeinschaft) w Niemczech, w kraju związkowym Bawaria, w rejencji Środkowa Frankonia, w regionie Industrieregion Mittelfranken, w powiecie Erlangen-Höchstadt. Siedziba wspólnoty znajduje się w miejscowości Aurachtal. Przewodniczącym jej jest Erwin Schopper.
We wspólnocie zrzeszone są dwie gminy wiejskie (Gemeinde): 
- Aurachtal
- Oberreichenbach